# Eversleigh Freeman
Eversleigh Freeman, född 2 januari 1893, död 30 juni 1973, var en friidrottare från Kanada. Han deltog vid olympiska sommarspelen 1920 och olympiska sommarspelen 1924.